# سیتاکندا
سیتاکندا (به لاتین: Sitakunda) یک منطقهٔ مسکونی در بنگلادش است که در ناحیه چیتاگونگ واقع شده‌است. سیتاکندا ۲۸٫۶۳ کیلومتر مربع مساحت و ۳۶٬۶۵۰ نفر جمعیت دارد.